# Gerdt Hardorff

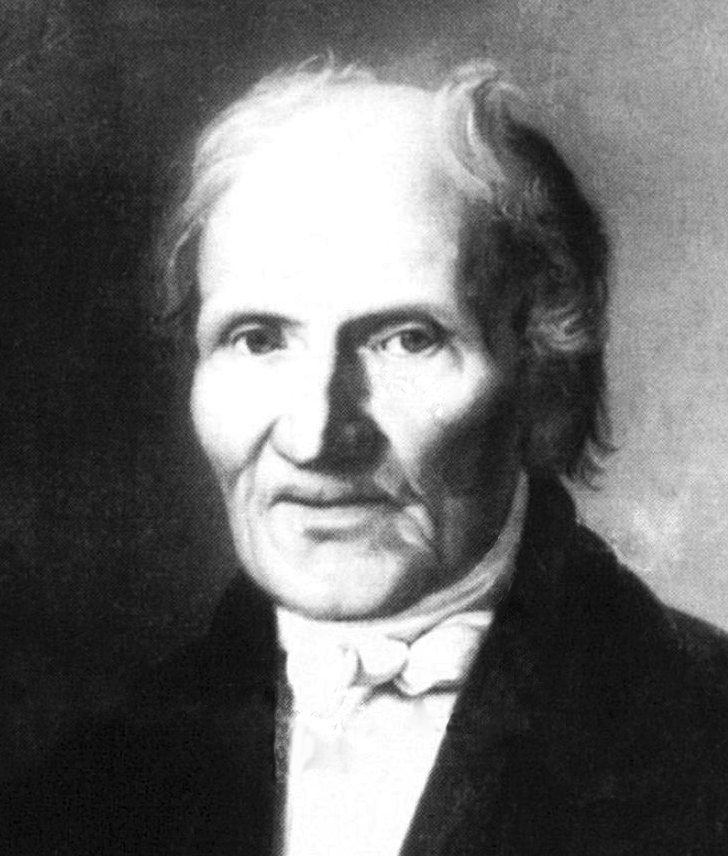
Gerd Hardorff der Ältere von Franz Heesche, 1856 (Ausschnitt), Hamburger Kunsthalle

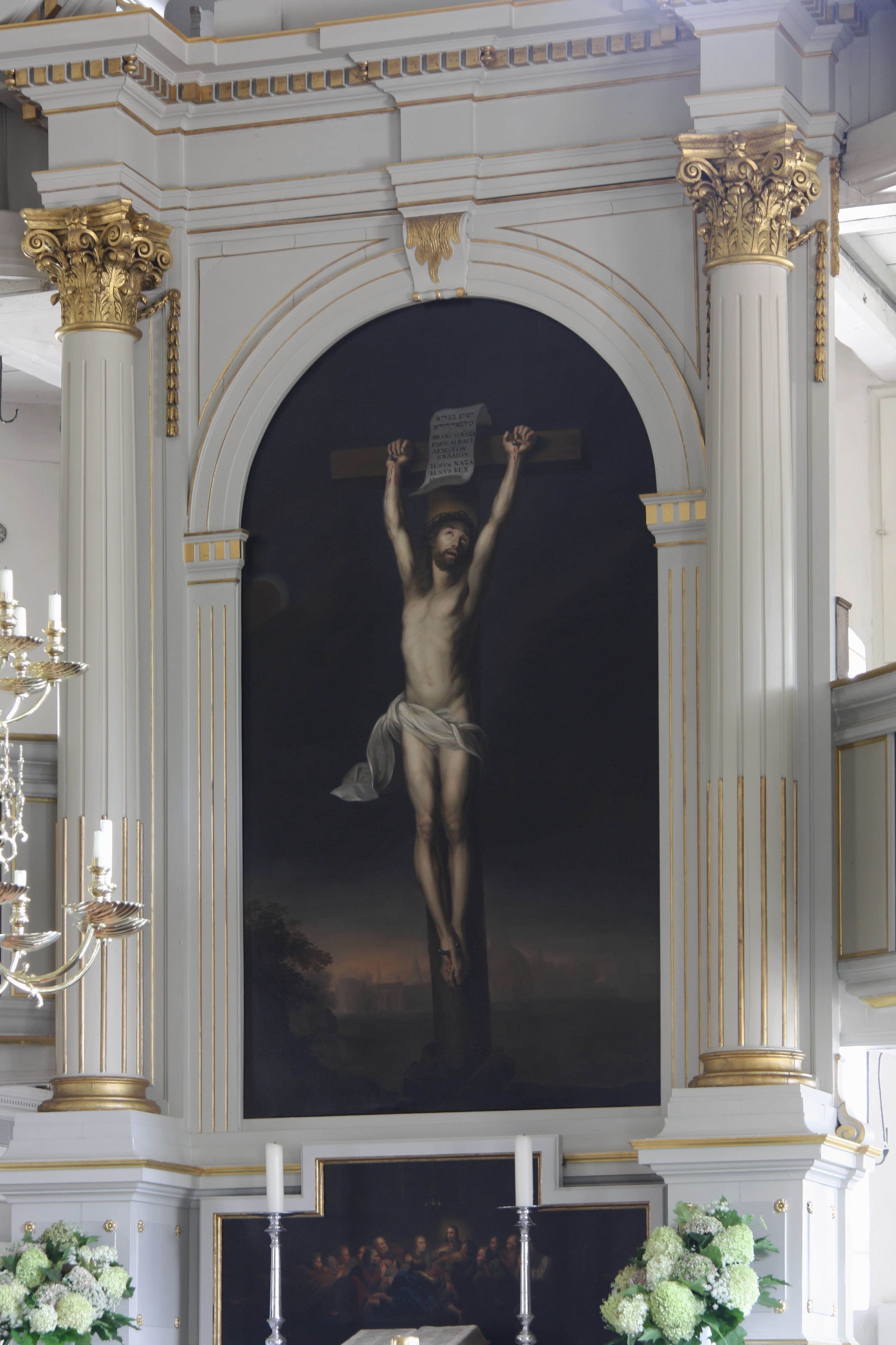
Christus am Kreuz, St. Severini, Leihgabe der Hauptkirche Sankt Jacobi

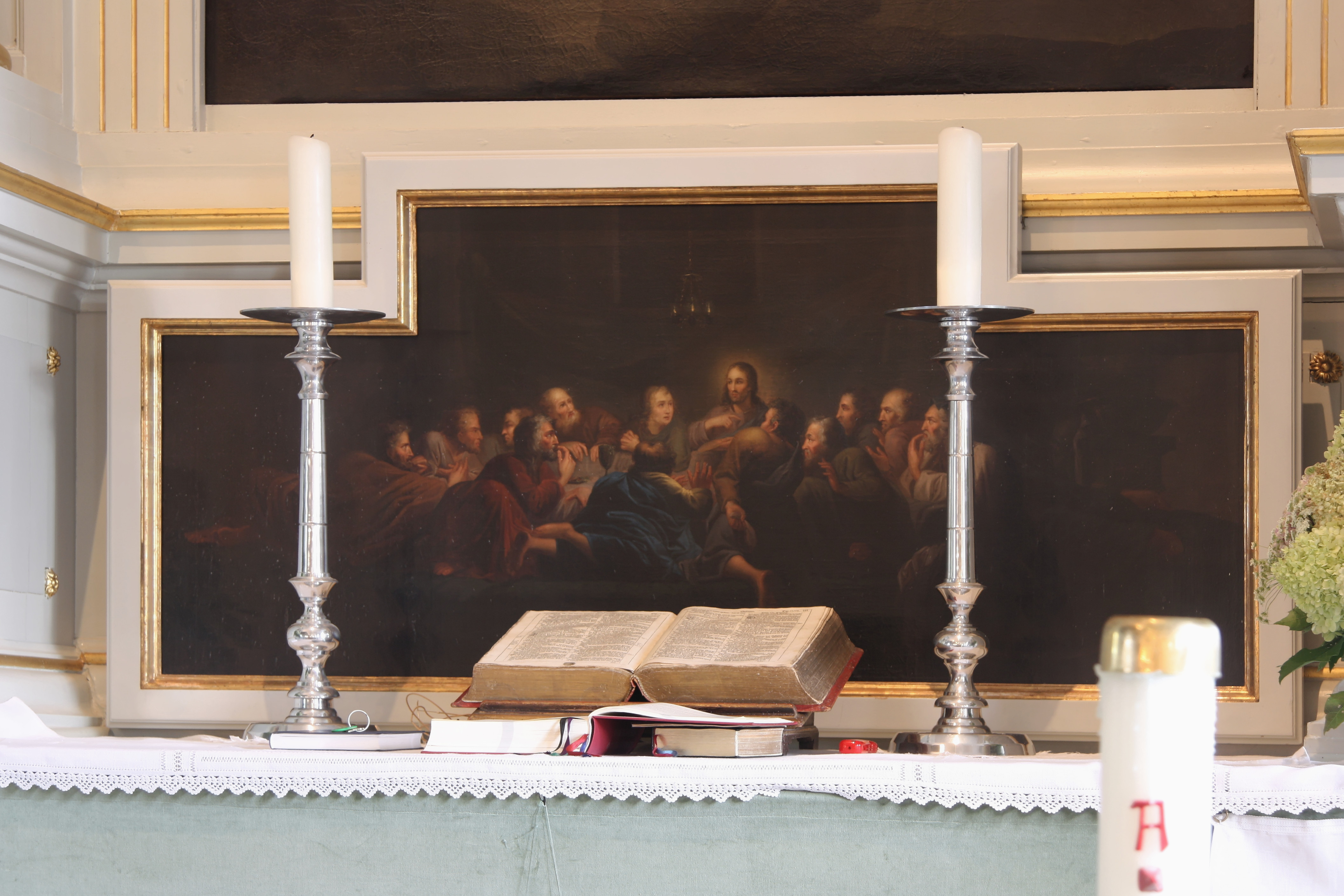
Das Abendmahl, St. Severini, Leihgabe der Hauptkirche Sankt Jacobi

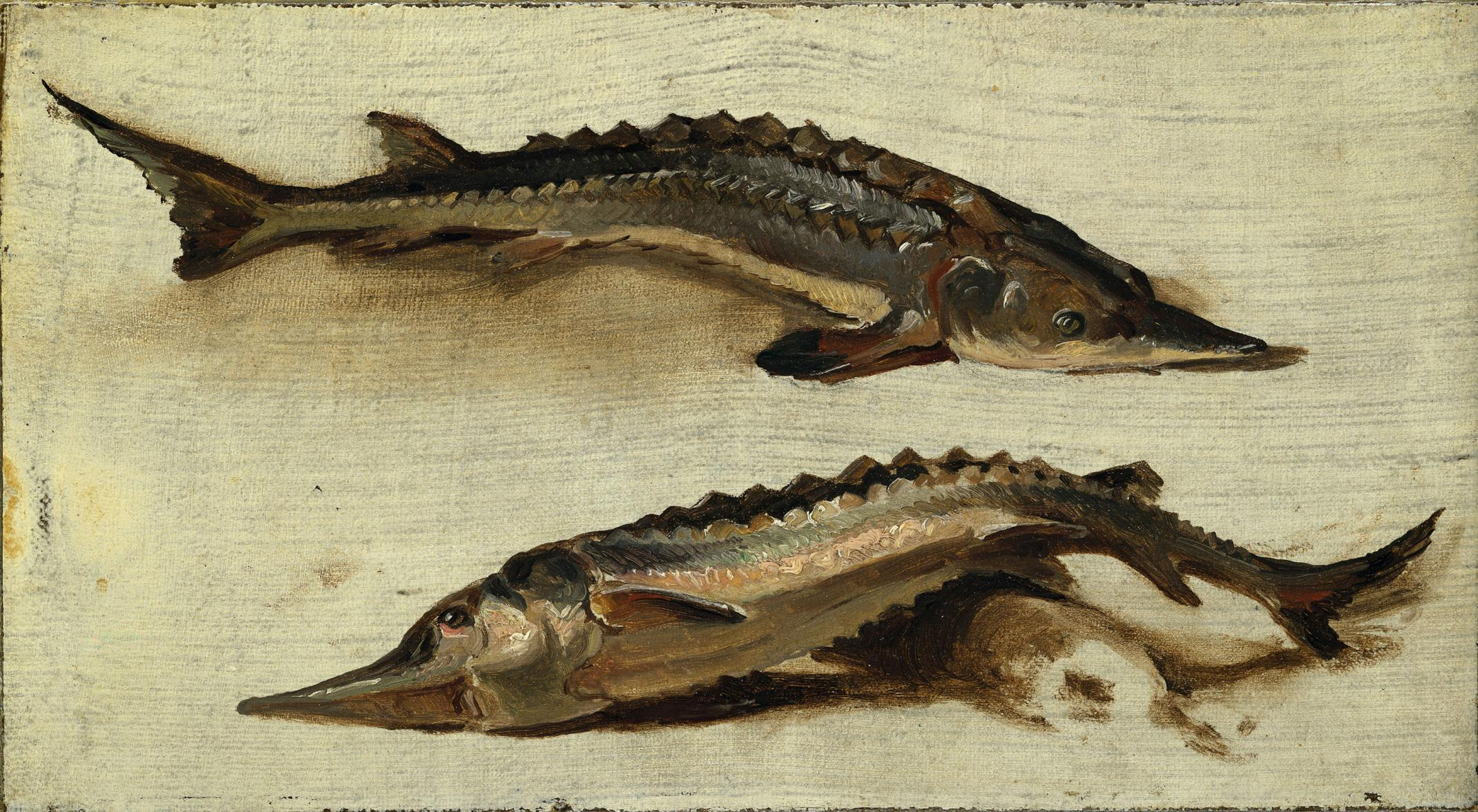
Zwei Störe, um 1795, Hamburger Kunsthalle

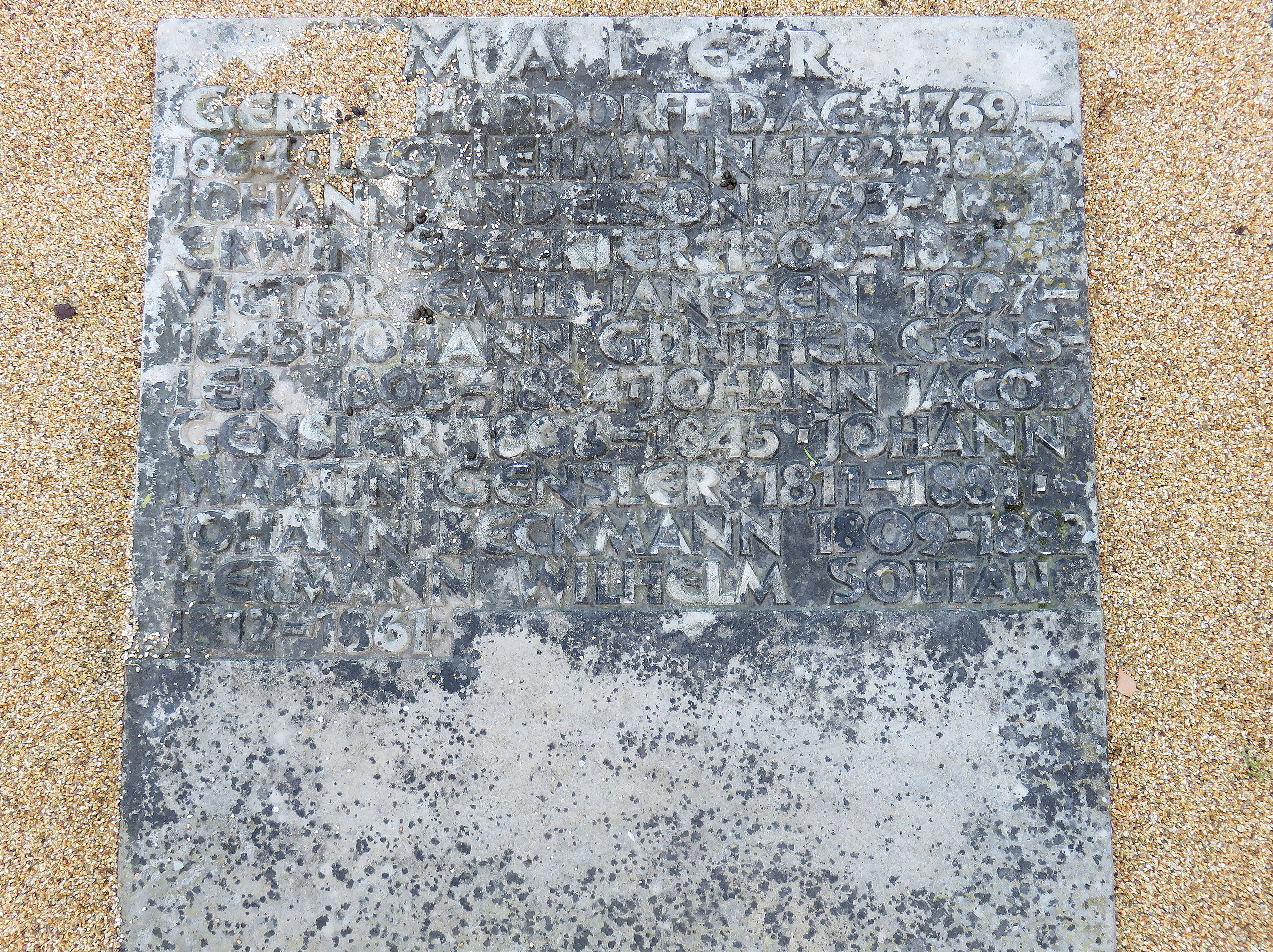
„Gerdt Hardorff d. Ae.“ Sammelgrabmal Maler, Friedhof Ohlsdorf

Gerdt Hardorff der Ältere (* 11. Mai 1769 in Steinkirchen (Altes Land); † 19. Mai 1864 in Hamburg) war ein deutscher Maler, Grafiker, Kunstsammler und wegweisender Zeichenlehrer vieler Hamburger Maler.

## Leben
Gerdt Hardorff wurde als Sohn des Schiffers und Kornhändlers Gerd Hardorff (* 1732) und dessen Frau Alheit, geborene Dreyer in Steinkirchen im Alten Land geboren. Kurz vor 1780 zog der Vater mit seiner Familie nach Hamburg. Gerdt Hardorff hatte insgesamt sieben Geschwister. Den ersten Zeichenunterricht erfuhr er ab 1783 bei Johann Anton Tischbein am Johanneum. Anschließend besuchte er die Zeichenschule der Patriotischen Gesellschaft, an der 1784 mit einer Silbernen Medaille ausgezeichnet wurde.
Von 1788 bis 1794 studierte er an der Dresdener Kunstakademie bei Giovanni Battista Casanova Porträt- und Historienmalerei mit einem Stipendium der Patriotischen Gesellschaft. Während des Studiums versammelten sich einige Maler um ihn, mit denen er eine Privat-Akademie gründete, die auf seinem Zimmer tagte, darunter Philipp Veith, Johann Christian Klengel und Johann Heinrich Menken. Man zeichnete Akt nach lebenden Modellen und betrieb, abweichend vom Akademiestudium, Studien in der Natur. Im März 1794 errang Hardorff mit seinem Gemälde Kain, nach dem Brudermord bei der Akademieausstellung den 1. Preis. Im selben Jahr wurde es auch in Hamburg ausgestellt. Neben dem Kunststudium studierte er alte Literaturklassiker, wobei ihm sein Bruder Johann, der in Dresden als Professor für orientalische Sprachen wirkte, unterstützte. Ein weiterer Bruder, Hinrich Andreas Hardorff (* ca. 1780) wurde ebenfalls Maler und Zeichner, blieb jedoch recht unbekannt. Im Hamburger Adressbuch ist er von 1816 bis 1819 verzeichnet. In Gerd Hardorffs Dresdener Zeit fallen auch die Bekanntschaften zu Friedrich Schiller, Johann Wolfgang von Goethe, Johann Gottfried Herder und Hanns Moritz von Brühl. Brühl versuchte Hardorff als Italienreisebegleitung für seinen Sohn Carl von Brühl zu gewinnen, was Hardorff aber ablehnte.
Im Sommer 1794 kehrte Gerdt Hardorff nach Hamburg zurück. 1795 malte er für die Marien-Magdalenen-Kirche die Altargemälde Christus am Kreuz und Das Abendmahl. Beide Ölgemälde wurden später von dem Oberalten Hermann Flügge für die Hauptkirche Sankt Jacobi angekauft und befinden sich seit 1988 als Leihgabe in der St. Severini Kirche in Hamburg-Kirchwerder. 1796 porträtierte Hardorff Friedrich Gottlieb Klopstock. Diese Zeichnung diente ihm 1819 als Vorlage für ein von ihm angefertigten Steindruck. 1827 beauftragte der französische Gesandte in Hamburg, Jean Baptiste Gaspard Roux de Rochelle, Hardorff ein Porträt Klopstocks zu malen, wofür die Zeichnung oder der Druck als Vorlagen diente. Das Ölgemälde befindet sich heute in der Sammlung des Schlosses Versailles. Der Steindruck oder das Gemälde diente wiederum anderen Lithografen, Kupfer- oder Stahlstechern als Vorlage, wie zum Beispiel Friedrich Theodor Müller, Johann Friedrich Bolt und François Pigeot.
Am 16. Januar 1797 wurde Hardorff Hamburger Bürger, am 19. Januar heiratete er seine Jugendliebe Juliane Mielck, die Tochter eines Hamburger Kaufmanns. 1797 war er erstmals im Hamburger Adressbuch verzeichnet, als Porträtmaler in der Neustädter Fuhlentwiete 102. 1798 zog er in den Bleichengang 107 in Hamburg-Altstadt, 1802 in den Bleichengang 133. Auf Empfehlung Goethes wurde er 1802 am Johanneum zum Zeichenlehrer erwählt. Am 1. Januar 1803 trat er den Dienst an. Im Hamburger Adressbuch von 1804 war er als Zeichenlehrer am Johanneum in der Neustädter Fuhlentwiete 119 vermerkt. Als Zeichenlehrer wirkte er zudem teilweise parallel 1796–1822 an der Zeichenschule der Patriotischen Gesellschaft, 1798–1812 und 1818–1822 an der Paßmann'schen Armenschule am Sägerplatz (heute Ludwig-Erhard-Straße) und ab 1834 an der vom Johanneum nun getrennten Realschule des Johanneums. Schüler von ihm waren unter anderen die Maler Louis Asher, Johann Wilhelm David Bantelmann, Johann Hieronymus Barckhan, Karl Theodor Boehme, Peter Nikolaus Buson (1783–nach 1830), Theodor Bülau, Ferdinand Theodor Dose, Johann Gottfried Eiffe, Günther Gensler, Jacob Gensler, Georg Haeselich, seine Söhne Gerdt Hardorff der Jüngere (1800–1834) und Rudolf Hardorff (1816–1907), die Maler wurden, sein Sohn Julius Theodor Hardorff (1818–1898), der Maler und Architekt wurde, sowie die Maler Franz Heesche, Hermann Kauffmann, Carl Koopmann, Henri Lehmann, Carl Julius Milde, Julius Oldach, Philipp Otto Runge, Karl Schlesinger, Emil Gottlieb Schuback, Hermann Wilhelm Soltau, Erwin Speckter, Otto Speckter, Hermann Steinfurth, Heinrich Stuhlmann und Friedrich Wasmann.
1815 gab Hardorff eine erste Mappe mit Radierungen heraus. 1825 porträtierte er den Maler Andreas Borum. Das Ölgemälde ist heute Teil der Sammlung des Museums für Hamburgische Geschichte. In den 1820er Jahren schuf er fürs Johanneum Porträts von Johann Gottfried Gurlitt (1827) und Karl Friedrich Hipp. 1828/1829 malte er ein Porträt des Johanneumgründers Johannes Bugenhagen, das der Bürgermeister Martin Garlieb Sillem (1769–1835) in Auftrag gab und dem Johanneum zu dessen Dreihundertjahrfeier 1829 stiftete. Das Ölgemälde wurde mit 14 weiteren zwischen 1997 und 1999 restauriert und hängt heute in der Humanistengalerie des Rektoratsflurs im Johanneum. Im selben Flur hängt zudem Hardorffs Ölgemälde Vertreibung der Dominikaner aus dem Johannis-Kloster, das er ebenfalls anlässlich der Dreihundertjahrfeier malte. Am 16. Mai 1834 starb Hardorffs erblindeter Sohn Gerdt. Im späten Alter erblindete er selbst nach und nach, sodass er in den ersten Monaten des Jahres 1849 den Beruf des Zeichenlehrers an den beiden Schulen des Johanneums nicht mehr ausüben konnte und um seine Pensionierung anhalten musste, die ihm bei vollem Gehalt bewilligt wurde. Hardorffs Adressen im Hamburger Adressbuch wechselten häufig. Von 1841 bis 1849 hatte er jeweils zwei Adressen. Ab 1850 nur noch eine, zudem ist keine Berufsbezeichnung mehr im Adressbuch angegeben. Wohnhaft war er ab da bis zu seinem Tode in der Drehbahn 44 in Hamburg-Neustadt. Sein Sohn Rudolf Hardorff hatte eine Zeit lang ebenfalls jeweils zwei Adressen, wobei er sich mit ihm ab 1845 eine davon teilte, zuletzt die Adresse Drehbahn 44.
Gerd Hardorff war ein Gründungsmitglied des im Januar 1822 gegründeten Kunstvereins in Hamburg. 1852 verlieh ihm der Hamburger Künstlerverein die Ehrenmitgliedschaft. 1856 porträtierte Franz Heesche Gerd Hardorff. Der Hamburger Künstlerverein stiftete das Ölgemälde Hardorff zu Ehren der öffentlichen Gemäldegalerie des Kunstvereins in Hamburg, die ihre Räume unter den Börsenarkaden der Handelskammer am Adolphsplatz hatte. Die Sammlung der Gemäldegalerie sowie die Sammlungen von Georg Ernst Harzen und Johann Matthias Commeter bildeten später den Grundstock der Sammlung der Hamburger Kunsthalle. Gerdt Hardorff starb am 19. Mai 1864 und wurde am 23. Mai auf dem Friedhof der Hauptkirche Sankt Petri der Dammtorfriedhöfe in einer Gruft beigesetzt. Seine Frau Juliane starb fünf Jahre vor ihm. Neben seinen Arbeiten hinterließ Hardorff seine Gemäldesammlung Alter Meister und seine Sammlung von etwa 5.000 Zeichnungen und Grafiken, die beide 1864 und 1867 versteigert wurden.
Werke von Gerdt Hardorff befinden sich unter anderen in den Sammlungen der Hamburger Kunsthalle, des Museums für Hamburgische Geschichte, der Schleswig-Holsteinischen Landesbibliothek, des Hamburger Johanneums, des Heine'schen Wohnstifts der Hartwig-Hesse-Stiftung, der Hauptkirche Sankt Jacobi (zwei Gemälde befinden sich als Leihgabe in der St. Severini Kirche), des Schlosses Versailles und des Philadelphia Museums of Art.
Im Bereich des Althamburgischen Gedächtnisfriedhofs des Ohlsdorfer Friedhofs wird auf dem Sammelgrabmal Maler unter anderen an Gerdt Hardorff erinnert.
1927 wurde der Hardorffsweg in Hamburg-Barmbek-Nord nach ihm benannt.

## Ausstellungen (Auswahl)
- 2019: Hamburger Schule – Das 19. Jahrhundert neu entdeckt (12. April bis 14. Juli), Hamburger Kunsthalle – Zwei Störe, um 1795, Öl auf Leinwand, 24,5 × 13,5 cm (Hamburger Kunsthalle, Inv.-Nr. HK-2749)